# Гульст, Вениамин Наумович
Вениамин Наумович Гульст (27 июня 1900, Николаев — 1972, Москва) — сотрудник органов государственной безопасности, 1-й заместитель народного комиссара внутренних дел Эстонской ССР, генерал-майор (1945).

## Биография
Член коммунистической партии с 1921. В 1934—1937 — начальник Оперативного отдела ГПУ Грузии — УГБ УНКВД по Грузинской ССР, начальник отдела угрозыска УРКМ НКВД Грузинской ССР, начальник 2-го и 3-го отделов УГБ НКВД Грузии. С 1938 — заместитель начальника 1-го отдела ГУГБ НКВД СССР.
«…В 1940 году, в период моей работы заместителем начальника I отдела по охране, меня вызвал к себе Берия. Когда я явился к нему, он задал мне вопрос: знаю ли я жену Кулик. На мой утвердительный ответ Берия заявил: „Кишки выну, кожу сдеру, язык отрежу, если кому-либо скажешь то, о чём сейчас услышишь“. Затем Берия сказал: „Надо украсть жену Кулик, в помощь даю Церетели и Влодзимирского, но надо украсть так, чтобы она была одна“. В районе улицы Воровского в течение двух недель мы держали засаду, но жена Кулик одна не выходила. Ночью к нам каждый день приезжал Меркулов проверять пост, он поторапливал нас и ругал, почему мы медлим. Но однажды она вышла одна, мы её увезли за город в какой-то особняк. Что стало с этой женщиной, какова её судьба, я не знаю. Слышал, что Кулик объявлял розыск своей жены, но найти её не мог. Весной 1940 года Берия приказал мне вызвать мою машину и подать её к 1 подъезду НКВД. В машину сели Берия, его шофёр Борис Сергеев и я. Берия приказал ехать на дачу Литвинова, она была в 30 километрах от Москвы. Дачу Литвинова я показал Берия, он предложил ехать обратно. Когда мы отъехали километров пять, на крутом повороте Берия вылез из машины и сказал мне, что надо подготовить диверсионный акт против Литвинова. Берия обследовал место и наметил следующий план: когда машина Литвинова будет возвращаться из города на дачу, из-за поворота ему навстречу должна была выйти грузовая автомашина, за рулём которой должен был сидеть я, а в помощь мне придаётся Сергеев. Обстановка местности, рельеф её не позволяли уйти легковой машине из-под удара грузовой автомашины, которая должна была развить предельную скорость и врезаться в легковую машину. Необходимость такого диверсионного акта Берия мотивировал полученным якобы указанием от одного из руководителей партии и правительства. Через несколько дней Берия меня вызвал вторично и сообщил, что необходимость диверсионного акта отпала, и приказал молчать и никому не говорить о его задании».
В 1940—1941 — заместитель наркома внутренних дел Эстонской ССР, с 15 августа 1941 по август 1942 являлся первым заместителем (ввиду немецкой оккупации Эстонии в этот период народный комиссариат фактически не функционировал, В. Н. Гульст выполнял ответственные задания в Астрахани, Саратове и на Северном Кавказе). Также с 1941 на руководящей работе в НКГБ — МГБ Грузинской ССР. В 1950-х исключён из КПСС и лишён генеральского звания.
В органах ГПУ — НКВД — МГБ также работали его братья:
Гульст Зиновий Наумович (1903 г.р.). Награждён орденами «Знак Почёта», Красной Звезды и Красного Знамени. В 1954 году, будучи полковником госбезопасности, уволен из МВД «по фактам дискредитации», в 1959 году исключён из КПСС.
Гульст Фёдор Наумович, в 1930—1940-е годы — начальник Харьковской военно-фельдшерской школы НКВД, военврач 1-го ранга. Награждён орденом Ленина.
Один из детей В. Н. Гульста — Валентин Вениаминович (1923 г.р.) также работал в системе госбезопасности. В 1949 году уволился, окончил МАИ, работал на оборонную промышленность. У В. В. Гульста — сын, внуки, четверо правнуков.

### Звания
- Старший майор государственной безопасности;
- Генерал-майор (9 июля 1945)[2][3][4].

### Награды
- орден Ленина (30.04.1946);
- два ордена Красного Знамени (26.04.1940, 03.11.1944);
- орден Отечественной войны 1-й степени (19.08.1944);
- орден Красной Звезды (28.08.1937);
- орден «Знак Почёта» (20.09.1943);
- медали;
- знак «Почётный работник ВЧК — ГПУ (XV)» (25.04.1934).

## Адреса
- 1939 (после апреля) — Москва Кропоткинская улица, дом 31, кв. 77, занял после ареста Фриновского его 9-комнатную квартиру[5].